# Kordyana commelinae
Kordyana commelinae är en svampart som beskrevs av Petch 1922. Kordyana commelinae ingår i släktet Kordyana och familjen Brachybasidiaceae.   Inga underarter finns listade i Catalogue of Life.